# سوني أندرسون
سوني أندرسون (Sonny Anderson) (ولد في 19 سبتمبر عام 1970، في غوياتوبا، البرازيل) هو لاعب كرة قدم برازيلي مهاجم. بالإضافة إلى منتخب بلاده، لعب لعدة أندية معروفة أشهرها نادي موناكو، ونادي برشلونة، ونادي ليون، وحالياً مع نادي الغرافة.
فاز ثلاثة مرات بالدوري الفرنسي الدرجة الأولى، ومرة واحدة بالدوري البرازيلي، ومرتين بالدوري الإسباني، ومرة واحدة بالدوري السويسري، بالإضافة إلى عدة بطولات أخرى. توج هدافاً للدوري السويسري عام 1993، كما أصبح هداف الدوري الفرنسي في الأعوام 1996، 2000، 2001. لعب مع منتخب البرازيل سبعة مرات.
بعد اعتزال لعب كرة القدم تم التعاقد معه من أجل أن يكون مدربا للمهاجمين في نادي ليون اعتبارا من موسم 2008-2009 .

## مسيرته الكروية
لعب سوني أندرسون خلال مسيرته الاحترافية مع 9 أندية في واحد وعشرون موسمًا وسجل خلالها 233 هدف ضمن 460 مباراة. حيث فاز في موسمين بالكأس وفي سبعة مواسم بالدوري.
خاض سوني أندرسون مسيرته مع نادي فاسكو دا غاما في موسم 1988–89 ليلعب معه أربعة مواسم، مشاركًا في 42 مباراة سجل خلالها هدفًا واحدًا. ثم انتقل إلى نادي غواراني ما بين عامي 1992 و1993 لمدة موسم واحد، حيث شارك في 18 مباراة سجل خلالها 4 أهداف. لينتقل بعدها إلى نادي سيرفيت في موسم 1992–93 ولمدة موسمين، مشاركًا في 52 مباراة سجل خلالها 31 هدفًا. ثم انتقل إلى نادي أولمبيك مارسيليا في موسم 1993–94 لمدة موسم واحد، مشاركًا في 20 مباراة سجل خلالها 16 هدفًا. هذا وانتقل لاحقًا إلى نادي موناكو في موسم 1994–95 واستمر معه طيلة ثلاثة مواسم، مشاركًا في 91 مباراة سجل خلالها 51 هدفًا. ثم انتقل بعدها إلى نادي برشلونة في موسم 1997–98 ولمدة موسمين، مشاركًا في 47 مباراة سجل خلالها 16 هدفًا. ليعود وينتقل من جديد، لكن هذه المرة إلى نادي أولمبيك ليون في موسم 1999–00 ليلعب معه أربعة مواسم، مشاركًا في 110 مباراة سجل خلالها 71 هدفًا. لينتقل بعدها إلى نادي فياريال في موسم 2003–04 ولمدة موسمين، مشاركًا في 41 مباراة سجل خلالها 13 هدفًا. ثم لعب في نادي الريان في موسم 2004–05 ولمدة موسمين، مشاركًا في 39 مباراة سجل خلالها 30 هدف.

## روابط خارجية
- سوني أندرسون على موقع الاتحاد الدولي (مؤرشف)  (الإنجليزية)
- سوني أندرسون على موقع قاعدة بيانات كرة القدم.إي يو (الإنجليزية)
- سوني أندرسون على موقع ليكيب (الفرنسية)
- سوني أندرسون على موقع ناشيونال فوتبول تيمز (الإنجليزية)
- سوني أندرسون على موقع Soccerway.com (الإنجليزية)
- سوني أندرسون على موقع عالم كرة القدم.نت (الإنجليزية)